# Halowe Mistrzostwa Europy w Lekkoatletyce 2021
36. Halowe Mistrzostwa Europy w Lekkoatletyce – zawody sportowe, które odbyły się od 4 do 7 marca 2021 w Arenie Toruń.
Toruń został drugim po Katowicach polskim miastem, który zorganizował halowe mistrzostwa Europy w lekkoatletyce. Miasto z Górnego Śląska gościło zawody zimą 1975 roku, a ich areną była Wojewódzka Hala Widowiskowo-Sportowa.
Trzydniowa rywalizacja objęła 13 konkurencji dla kobiet oraz 13 konkurencji dla mężczyzn.
Dwa tygodnie po zawodach w Toruniu w Chinach miały odbyć się lekkoatletyczne halowe mistrzostwa świata. Pierwotnie zawody te miały być rozegrane w sezonie halowym 2020, ale w związku z pandemią COVID-19, Rada World Athletics przeniosła je na kolejny rok. 10 grudnia 2020 roku poinformowano, że zawody w Nankinie ostatecznie odbędą się dopiero w sezonie 2023

## Proces aplikacji
Po wybudowaniu Areny Toruń bezskutecznie ubiegał się o organizację mistrzostw Europy w roku 2019 roku przegrywając minimalnie z Glasgow. Miasto było też zainteresowane organizacją halowych mistrzostw świata w sezonie 2020, jednak przegrało z Nankinem. Niezależnie Toruń kandydował do organizacji mistrzostw Europy w sezonie 2021, a jego rywalem było holenderskie Apeldoorn. Polska kandydatura była szeroko promowana hasłem Time for Toruń, a do wspierania oferty włączyło się wielu lekkoatletów z Polski i innych krajów. Toruń został wybrany na gospodarza wydarzenia 27 kwietnia 2018 roku podczas posiedzenia Rady European Athletics w Berlinie. Polska kandydatura wygrała z holenderską w stosunku głosów 11 do 4.

## Przygotowania
W listopadzie 2019 roku miasto Toruń, Polski Związek Lekkiej Atletyki oraz Kujawsko-Pomorski Związek Lekkiej Atletyki podpisały porozumienie dot. organizacji wydarzenia. Rok przed rozpoczęciem mistrzostw zorganizowano konferencję prasową, na której oficjalnie poinformowano, że pierwszym ambasadorem mistrzostw został Paweł Wojciechowski. Tego samego dnia w Arenie Toruń oficjalnie uruchomiono zegar odliczający czas do zawodów i ogłoszono, że niebawem zostanie rozpisany konkurs na maskotkę mistrzostw. Na początku grudnia 2020 roku ogłoszono, że kolejnym ambasadorem zawodów został Marcin Lewandowski. Jednocześnie wskazano, że maskotką zawodów będzie piernik Katarzynka.

## Minima kwalifikacyjne
Okres kwalifikacyjny: 1 maja 2019 – 24 lutego 2021 godzina 14:00 CET (z wyjątkiem wielobojów i sztafet). Opracowano na podstawie materiału źródłowego.
| Konkurencja                    | Kobiety                  | Kobiety                  | Mężczyźni                | Mężczyźni                |
| Konkurencja                    | Hala                     | Stadion                  | Hala                     | Stadion                  |
| ------------------------------ | ------------------------ | ------------------------ | ------------------------ | ------------------------ |
| Bieg na 60 metrów              | 7,40                     | 11,15 (100 m)            | 6,77                     | 10,20 (100 m)            |
| Bieg na 400 metrów             | 53,75                    | 52,00                    | 47,60                    | 46,00                    |
| Bieg na 800 metrów             | 2:05,50                  | 2:02,00                  | 1:49,00                  | 1:46,00                  |
| Bieg na 1500 metrów            | 4:17,00 (4:35,00–1 mila) | 4:09,00 (4:30,00–1 mila) | 3:45,00 (4:01,00–1 mila) | 3:37,00 (3:55,00–1 mila) |
| Bieg na 3000 metrów            | 9:10,00                  | 8:53,50                  | 8:00,00                  | 7:43,50                  |
| Bieg na 60 metrów przez płotki | 8,25                     | 13,05 (100 m p.pł.)      | 7,88                     | 13,60 (110 m p.pł.)      |
| Skok wzwyż                     | 1,96                     | –                        | 2,28                     | –                        |
| Skok o tyczce                  | 4,61                     | –                        | 5,72                     | –                        |
| Skok w dal                     | 6,80                     | –                        | 8,05                     | –                        |
| Trójskok                       | 14,30                    | –                        | 16,95                    | –                        |
| Pchnięcie kulą                 | 18,20                    | –                        | 20,85                    | –                        |

## Rezultaty
| – rekord świata \| – rekord Europy \| – rekord mistrzostw \| – rekord kraju |
| – rekord życiowy \| – najlepszy wynik w sezonie                             |
| EL – najlepszy tegoroczny wynik na listach europejskich                     |

### Mężczyźni
| Konkurencja:                          | 1. miejsce                                                                       | Rezultat   | 2. miejsce                                                         | Rezultat  | 3. miejsce                                                               | Rezultat  | Źródło |
| Bieg na 60 m (szczegóły)              | Marcell Jacobs                                                                   | 6,47       | Kevin Kranz                                                        | 6,60      | Ján Volko                                                                | 6,61      | [ 20 ] |
| Bieg na 400 m (szczegóły)             | Óscar Husillos                                                                   | 46,22      | Tony van Diepen                                                    | 46,25     | Liemarvin Bonevacia                                                      | 46,30     | [ 21 ] |
| Bieg na 800 m (szczegóły)             | Patryk Dobek                                                                     | 1:46,81    | Mateusz Borkowski                                                  | 1:46,90   | Jamie Webb                                                               | 1:46,95   | [ 22 ] |
| Bieg na 1500 m (szczegóły)            | Jakob Ingebrigtsen                                                               | 3:37,56    | Marcin Lewandowski                                                 | 3:38,06   | Jesús Gómez                                                              | 3:38,47   | [ 24 ] |
| Bieg na 3000 m (szczegóły)            | Jakob Ingebrigtsen                                                               | 7:48,20    | Isaac Kimeli                                                       | 7:49,41   | Adel Mechaal                                                             | 7:49,47   | [ 25 ] |
| Bieg na 60 m przez płotki (szczegóły) | Wilhem Belocian                                                                  | 7,42 EL    | Andrew Pozzi                                                       | 7,43 =    | Paolo Dal Molin                                                          | 7,56      | [ 26 ] |
| Sztafeta 4 × 400 m (szczegóły)        | Holandia · Jochem Dobber · Liemarvin Bonevacia · Ramsey Angela · Tony van Diepen | 3:06,06 EL | Czechy · Vít Müller · Pavel Maslák · Michal Desenský · Patrik Šorm | 3:06,54   | Wielka Brytania · Joe Brier · Owen Smith · James Williams · Lee Thompson | 3:06,70   | [ 27 ] |
| Skok wzwyż (szczegóły)                | Maksim Niedasiekau                                                               | 2,37       | Gianmarco Tamberi                                                  | 2,35 =    | Thomas Carmoy                                                            | 2,26      | [ 28 ] |
| Skok o tyczce (szczegóły)             | Armand Duplantis                                                                 | 6,05       | Valentin Lavillenie                                                | 5,80 =    | Piotr Lisek                                                              | 5,80 =    | [ 29 ] |
| Skok w dal (szczegóły)                | Miltiadis Tendoglu                                                               | 8,35       | Thobias Montler                                                    | 8,31      | Kristian Pulli                                                           | 8,24      | [ 30 ] |
| Trójskok (szczegóły)                  | Pedro Pichardo                                                                   | 17,30      | Alexis Copello                                                     | 17,04     | Max Heß                                                                  | 17,01     | [ 31 ] |
| Pchnięcie kulą (szczegóły)            | Tomáš Staněk                                                                     | 21,62      | Michał Haratyk                                                     | 21,47     | Filip Mihaljević                                                         | 21,31     | [ 32 ] |
| Siedmiobój (szczegóły)                | Kévin Mayer                                                                      | 6392 pkt.  | Jorge Ureña                                                        | 6158 pkt. | Paweł Wiesiołek                                                          | 6133 pkt. | [ 33 ] |

### Kobiety
| Konkurencja:                          | 1. miejsce                                                              | Rezultat  | 2. miejsce                                                                    | Rezultat  | 3. miejsce                                                                                       | Rezultat | Źródło |
| Bieg na 60 m (szczegóły)              | Ajla Del Ponte                                                          | 7,03 =    | Lotta Kemppinen                                                               | 7,22      | Jamile Samuel                                                                                    | 7,22     | [ 34 ] |
| Bieg na 400 m (szczegóły)             | Femke Bol                                                               | 50,63 EL  | Justyna Święty-Ersetic                                                        | 51,41     | Jodie Williams                                                                                   | 51,73    | [ 35 ] |
| Bieg na 800 m (szczegóły)             | Keely Hodgkinson                                                        | 2:03,88   | Joanna Jóźwik                                                                 | 2:04,00   | Angelika Cichocka                                                                                | 2:04,15  | [ 36 ] |
| Bieg na 1500 m (szczegóły)            | Elise Vanderelst                                                        | 4:18,44   | Holly Archer                                                                  | 4:19,91   | Hanna Klein                                                                                      | 4:20,07  | [ 37 ] |
| Bieg na 3000 m (szczegóły)            | Amy-Eloise Markovc                                                      | 8:46,43   | Alice Finot                                                                   | 8:46,54   | Verity Ockenden                                                                                  | 8:46,60  | [ 38 ] |
| Bieg na 60 m przez płotki (szczegóły) | Nadine Visser                                                           | 7,77      | Cindy Sember                                                                  | 7,89 =    | Tiffany Porter                                                                                   | 7,92     | [ 39 ] |
| Sztafeta 4 × 400 m (szczegóły)        | Holandia · Lieke Klaver · Marit Dopheide · Lisanne de Witte · Femke Bol | 3:27,15   | Wielka Brytania · Zoey Clark · Jodie Williams · Amarachi Pipi · Jessie Knight | 3:28,20   | Polska · Natalia Kaczmarek · Małgorzata Hołub-Kowalik · Kornelia Lesiewicz · Aleksandra Gaworska | 3:29,94  | [ 40 ] |
| Skok wzwyż (szczegóły)                | Jarosława Mahuczich                                                     | 2,00      | Iryna Heraszczenko                                                            | 1,98      | Ella Junnila                                                                                     | 1,96     | [ 41 ] |
| Skok o tyczce (szczegóły)             | Angelica Moser                                                          | 4,75      | Tina Šutej                                                                    | 4,70 =    | Holly Bradshaw Iryna Żuk                                                                         | 4,65     | [ 42 ] |
| Skok w dal (szczegóły)                | Maryna Bech-Romanczuk                                                   | 6,92      | Malaika Mihambo                                                               | 6,88      | Khaddi Sagnia                                                                                    | 6,75     | [ 43 ] |
| Trójskok (szczegóły)                  | Patrícia Mamona                                                         | 14,53     | Ana Peleteiro                                                                 | 14,52     | Neele Eckhardt                                                                                   | 14,52    | [ 44 ] |
| Pchnięcie kulą (szczegóły)            | Auriol Dongmo                                                           | 19,34     | Fanny Roos                                                                    | 19,29     | Christina Schwanitz                                                                              | 19,04    | [ 45 ] |
| Pięciobój (szczegóły)                 | Nafissatou Thiam                                                        | 4904 pkt. | Noor Vidts                                                                    | 4791 pkt. | Xénia Krizsán                                                                                    | 4644 pkt | [ 46 ] |

## Klasyfikacja medalowa
| Miejsce | Kraj            | Złoto | Srebro | Brąz | Razem |
| ------- | --------------- | ----- | ------ | ---- | ----- |
| 1.      | Holandia        | 4     | 1      | 2    | 7     |
| 2.      | Portugalia      | 3     | 0      | 0    | 3     |
| 3.      | Wielka Brytania | 2     | 4      | 6    | 12    |
| 4.      | Belgia          | 2     | 2      | 1    | 5     |
| 5.      | Francja         | 2     | 2      | 0    | 4     |
| 6.      | Ukraina         | 2     | 1      | 0    | 3     |
| 7.      | Norwegia        | 2     | 0      | 0    | 2     |
| 7.      | Szwajcaria      | 2     | 0      | 0    | 2     |
| 9.      | Polska          | 1     | 5      | 4    | 10    |
| 10.     | Hiszpania       | 1     | 2      | 2    | 5     |
| 11.     | Szwecja         | 1     | 2      | 1    | 4     |
| 12.     | Włochy          | 1     | 1      | 1    | 3     |
| 13.     | Czechy          | 1     | 1      | 0    | 2     |
| 14.     | Białoruś        | 1     | 0      | 1    | 2     |
| 15.     | Grecja          | 1     | 0      | 0    | 1     |
| 16.     | Niemcy          | 0     | 2      | 4    | 6     |
| 17.     | Finlandia       | 0     | 1      | 2    | 3     |
| 18.     | Azerbejdżan     | 0     | 1      | 0    | 1     |
| 18.     | Słowenia        | 0     | 1      | 0    | 1     |
| 20.     | Chorwacja       | 0     | 0      | 1    | 1     |
| 20.     | Słowacja        | 0     | 0      | 1    | 1     |
| 20.     | Węgry           | 0     | 0      | 1    | 1     |

## Klasyfikacja punktowa
| Poz. | Reprezentacja        | Punkty za poszczególne miejsca | Punkty za poszczególne miejsca | Punkty za poszczególne miejsca | Punkty za poszczególne miejsca | Punkty za poszczególne miejsca | Punkty za poszczególne miejsca | Punkty za poszczególne miejsca | Punkty za poszczególne miejsca | Suma punktów |
| Poz. | Reprezentacja        | 1.                             | 2.                             | 3.                             | 4.                             | 5.                             | 6.                             | 7.                             | 8.                             | Suma punktów |
| ---- | -------------------- | ------------------------------ | ------------------------------ | ------------------------------ | ------------------------------ | ------------------------------ | ------------------------------ | ------------------------------ | ------------------------------ | ------------ |
| 1.   | Wielka Brytania      | 16                             | 28                             | 35,5                           | 10                             | 12                             | 6                              | 4                              | 1                              | 112,5        |
| 2.   | Polska               | 8                              | 35                             | 24                             | 5                              | 4                              | 9                              | 4                              | 1                              | 90           |
| 3.   | Holandia             | 32                             | 7                              | 12                             | 5                              | 15,5                           | –                              | 4                              | –                              | 75,5         |
| 4.   | Niemcy               | –                              | 14                             | 24                             | 10                             | 4                              | 9                              | 6                              | 1                              | 68           |
| 5.   | Hiszpania            | 8                              | 14                             | 12                             | 20                             | 4                              | –                              | 4                              | 1                              | 63           |
| 6.   | Włochy               | 8                              | 7                              | 6                              | 10                             | 8                              | 9                              | 2                              | 1                              | 51           |
| 7.   | Francja              | 16                             | 14                             | –                              | 5                              | 4                              | 9                              | –                              | 2                              | 50           |
| 8.   | Szwecja              | 8                              | 14                             | 6                              | 10                             | 4                              | 3                              | –                              | 1                              | 46           |
| 9.   | Belgia               | 16                             | 14                             | 6                              | 5                              | –                              | –                              | 1,5                            | –                              | 42,5         |
| 10.  | Ukraina              | 16                             | 7                              | –                              | 10                             | 7,5                            | –                              | 1,5                            | –                              | 42           |
| 11.  | Portugalia           | 24                             | –                              | –                              | 5                              | 4                              | –                              | –                              | –                              | 33           |
| 12.  | Finlandia            | –                              | 7                              | 12                             | 5                              | –                              | 6                              | 2                              | –                              | 32           |
| 13.  | Białoruś             | 8                              | –                              | 5,5                            | 15                             | –                              | –                              | 2                              | –                              | 30,5         |
| 14.  | Norwegia             | 16                             | –                              | –                              | –                              | 4                              | –                              | 2                              | –                              | 22           |
| 15.  | Szwajcaria           | 16                             | –                              | –                              | –                              | 4                              | –                              | –                              | –                              | 20           |
| 16.  | Grecja               | 8                              | –                              | –                              | –                              | 8                              | –                              | 2                              | –                              | 18           |
| 17.  | Czechy               | 8                              | 7                              | –                              | –                              | –                              | –                              | –                              | 1                              | 16           |
| 18.  | Słowenia             | –                              | 7                              | –                              | –                              | 4                              | 3                              | –                              | 1                              | 15           |
| 19.  | Węgry                | –                              | –                              | 6                              | –                              | –                              | 3                              | –                              | 3                              | 12           |
| 20.  | Rumunia              | –                              | –                              | –                              | –                              | 4                              | 3                              | –                              | 2                              | 9            |
| 21.  | Azerbejdżan          | –                              | 7                              | –                              | –                              | –                              | –                              | –                              | –                              | 7            |
| 22.  | Irlandia             | –                              | –                              | –                              | 5                              | –                              | –                              | 2                              | –                              | 7            |
| 23.  | Chorwacja            | –                              | –                              | 6                              | –                              | –                              | –                              | –                              | –                              | 6            |
| 23.  | Słowacja             | –                              | –                              | 6                              | –                              | –                              | –                              | –                              | –                              | 6            |
| 25.  | Estonia              | –                              | –                              | –                              | –                              | 4                              | –                              | 2                              | –                              | 6            |
| 26.  | Serbia               | –                              | –                              | –                              | –                              | –                              | 6                              | –                              | –                              | 6            |
| 27.  | Austria              | –                              | –                              | –                              | 5                              | –                              | –                              | –                              | –                              | 5            |
| 28.  | Bośnia i Hercegowina | –                              | –                              | –                              | –                              | 4                              | –                              | –                              | 1                              | 5            |
| 29.  | Armenia              | –                              | –                              | –                              | –                              | 4                              | –                              | –                              | –                              | 4            |
| 30.  | Litwa                | –                              | –                              | –                              | –                              | 3,5                            | –                              | –                              | –                              | 3,5          |
| 30.  | Turcja               | –                              | –                              | –                              | –                              | 3,5                            | –                              | –                              | –                              | 3,5          |
| 32.  | Izrael               | –                              | –                              | –                              | –                              | –                              | 3                              | –                              | –                              | 3            |
| 33.  | Czarnogóra           | –                              | –                              | –                              | –                              | –                              | –                              | 2                              | 1                              | 3            |
| 34.  | Dania                | –                              | –                              | –                              | –                              | –                              | –                              | –                              | 1                              | 1            |